# Claude Dalbanne
Claudius (dit Claude) Dalbanne, né à Lyon le 16 octobre 1877 et mort dans la même ville le 3 juin 1964, est un peintre de formation, bibliographe, historien, illustrateur, graveur et figure de l'érudition lyonnaise.
Il est conservateur du musée Gadagne entre 1936 et 1955, ainsi que le fondateur du musée des arts de la marionnette de Lyon en 1950.
Il fait partie du groupe de peintres lyonnais des Ziniars.

## Dalbanne, l'artiste

### Famille et formation
Claude est le fils de Pierre Victor Dalbanne-Tissot (né à Valloire en Savoie le 19 septembre 1841) négociant de profession et de Louise Jacquier-Roux (née à Lyon le 19 juin 1851) fille d'un horticulteur pépiniériste propriétaire du domaine des Tournelles dans le quartier de Monplaisir.  
Le frère aîné de Claude, Joannès Dalbanne est rédacteur aux Guides Bleus et secrétaire général de la Fédération Française de Ski. Il reçoit la légion d’honneur en 1929.
Les Dalbanne sont de Valloire depuis le XVIIe siècle mais certains membres de cette famille exercent le métier de torréfacteurs à Lyon depuis le début du XIXe siècle. Les parents de Claude habitent le domaine des Tournelles à Lyon et assurent à leur fils un avenir prospère. 
Les études secondaires de Claude commencent aux Minimes puis se poursuivent à l’institution Nolot où il est pensionnaire. Les frères Dalbanne obtiennent leur bachelor en sciences la même année mais c’est vers la peinture que décide de se tourner Claude. Ainsi, il intègre l’école des Beaux-Arts de Lyon dans la classe de Tony Tollet de 1894 à 1897. Pendant sa formation, il commence à exposer au salon de la Société lyonnaise des beaux-arts. Réformé, il achève son apprentissage artistique à Paris puis s’inscrit en 1897 à l’académie Julian où il se lie d’amitié avec Pierre Dolley et reçoit les conseils de Jean Paul Laurens et Benjamin Constant. Il rencontre Puvis de Chavannes à qui il rend très probablement hommage dans son tableau intitulé La Grève, proche d’un esprit du Pauvre Pêcheur (1881, Paris, musée d’Orsay) de Puvis. 
En 1903, son père lui fait construire un atelier de peinture donnant sur le jardin de la maison familiale des Tournelles. Le cœur de Claude balance entre Lyon et Paris. Avec son ami Paul Vulliaud, Dalbanne participe au cercle de l’écrivain occultiste le Sar Péladan. Même si Dalbanne n’exposera jamais au salon de la Rose-Croix, il bénéficie du soutien de Péladan qui voit en lui le digne héritier de l’école lyonnaise dans la lignée de Victor Orsel, Paul Chenavard et Louis Janmot.
Dalbanne préfère exposer des panneaux décoratifs sur des sujets symbolistes au salon des indépendants de 1907 à 1914. C’est au cours de ces années qu’il peint Les Parques (1907, Lyon, musée des beaux-arts), mettant en scène la mort de l’écrivain antique Virgile sous les traits de Paul Vulliaud. Le titre du tableau est complété par une citation « amour et douleur, l’homme ne connait vraiment que deux soupirs », formule extraite de l’ouvrage de Blanc de Saint Bonnet, La Douleur (Lyon, Giberton et Brun, 1849, p6).
Jusqu’en 1914, mort de son père, Dalbanne fréquente surtout les indépendants bien qu’il envoie deux dessins à la Nationale des beaux-arts de 1910. De retour à Lyon, il entre comme volontaire à l'hôpital des Charmettes en tant qu’infirmier en chef et radiographe et est d’ailleurs promu sergent en 1918.

### Les débuts professionnels
En 1929, Dalbanne est embauché quelques heures par semaine au classement et à la rédaction du catalogue analytique sur fiches des dessins et estampes de la bibliothèque dans laquelle travaille Henry Joly. En 1930, avec l’aide de la libraire Eugénie Droz, il fait paraitre une monographie sur L’imprimerie à Vienne en Dauphiné au XVe siècle. Il fait alors partie de la Société des anciens textes français. 
À la mort de sa mère en 1932, Claude quitte le domicile familial ainsi que son atelier. Il renonce alors à la peinture et détruit une partie de ses œuvres. L’année suivante, il épouse Anne Marie Josephe Paule Mengus, une bibliothécaire avec laquelle il n’aura pas d’enfants. Le couple habite dans le deuxième arrondissement. En 1933, Dalbanne postule pour le poste de conservateur du musée de Besançon mais, bien que bénéficiant du soutien du maire Herriot, sa candidature n’est pas retenue.  

### Courant artistique
L’œuvre de Dalbanne commence dès 1907 avec la réalisation de grandes compositions aux sujets mythologiques et bibliques. 
Très vite, le peintre se tourne vers des peintures plus macabres faisant converger des thématiques mythologiques et chrétiennes rappelant l’Imago Mortis du Moyen Âge ou de la Renaissance.
En 1920, il participe à la fondation du groupe des Ziniars avec d’autres peintres lyonnais comme Adrien Bas, Émile Didier ou Étienne Morillon. Ainsi son œuvre prend une tournure cubiste moderniste. En effet, Dalbanne s’intéresse aux fauvistes, aux futuristes italiens et aux constructivistes russes.
À cette époque, il porte un grand intérêt à la géométrisation des formes pour finalement rompre avec ses thématiques funèbres. 
En 1921, il participe aux actions de la Société des amis de la gravure et se prend de passion pour les techniques anciennes. Il étudie toutes les techniques de gravure comme la gravure sur bois, sur métal, à l’eau forte, à la manière noire ou au verni mou. 
Dès 1922, son style évolue encore pour se tourner vers un lyrisme dionysiaque. Il fait la part belle aux épisodes légendaires par le biais de tons juxtaposés ou de hachures. Son intérêt pour la musique rejoint alors celui pour la peinture. 
De l’œuvre de Dalbanne, on se souvient moins de son apport encyclopédique sur l’histoire de l’imprimerie aux XVe et XVIe siècles. En effet, Dalbanne aime depuis toujours fréquenter les antiquaires et se construit ainsi une collection d’objets d’arts ainsi qu’une bibliothèque et accumule des ouvrages rares et précieux.

## Dalbanne, le conservateur

### Le musée historique de la ville de Lyon (1936-1955)
Le musée historique de la ville de Lyon s'installe en 1921 dans un hôtel particulier construit au début du XVIe siècle par les frères Pierrevive et loué par Thomas II de Gadagne. 
En 1937, Eugène Vial le conservateur du timide musée historique de la ville de Lyon, part à la retraite. C’est alors Dalbanne qui, nommé par Edouard Herriot, le remplace à la tête de l’institution qui peine à se faire remarquer sur la scène lyonnaise. En effet, à cette époque, 49 locataires occupent encore les bâtiments. Le maire lance alors des travaux et interdit la re-location des appartements après le départ des habitants. Avant les travaux, le musée reçoit peu d’aide de la municipalité malgré l’engouement et le soutien du maire pour le projet de Dalbanne. Le lieu est encore considéré comme un simple musée d’archives et de petite documentation sur la ville de Lyon. Grâce à l’aide de l'Aassociation des amis du musée Gadagne, la première inauguration peut se faire en 1939. Les premières actions concrètes de Dalbanne sont d’enrichir le musée en achetant des meubles, faïences et autres objets d’arts provenant de démolitions. En 1942, le legs de la collection René Franc de 80 faïences de Nîmes et Nevers provoque une véritable polémique avec le musée des Arts Décoratifs de Lyon et le palais Saint-Pierre qui se sentent privés de collections.
En 1943, Dalbanne est révoqué par le gouvernement vichyste mais parvient quand même à vivre en donnant des cours sur la décoration intérieure dans une institution privée. En 1945, le maire Herriot lui demande de reprendre son poste au musée historique de la ville de Lyon. Cette même année il est reçu à l'Académie des sciences, belles-lettres et arts de Lyon.
Finalement, Dalbanne redonne une véritable identité à un musée dans lequel Vial ne visait qu’à rassembler des souvenirs historiques locaux. 
À partir de cette date, Dalbanne se voit attribuer plusieurs legs et dons comme celui de Chartron composé de pièces sculptées. Par ailleurs, le musée s’enrichit d’une partie de la statuaire de l’île Barbe, des vues gravées de Lyon rassemblées par Jean Joseph Verzier et des collections historiques de Justin Godart.

### Le musée de la marionnette
À Lyon, la sauvegarde de Guignol préoccupe beaucoup les défenseurs du vieux Lyon regroupés autour de l’Association des amis de Gadagne (présidée par le professeur Jean Lacassagne) ainsi que les membres de la Société des amis de Guignol de Justin Godart. Le théâtre de Guignol est, dès la fin du XIXe siècle, un témoin du parler lyonnais et des traditions populaires. 
Au lendemain de la seconde guerre mondiale, Dalbanne collabore avec George Henri Rivière, le directeur du musée National des arts et traditions populaires afin de créer un musée international de la marionnette au sein de l'hôtel Gadagne. Avec l’aide de Rivière et de la Direction des musées de France, l’hôtel Gadagne inaugure en 1950 le musée de la marionnette. 
La même année, Dalbanne reçoit de la part du musée des arts et traditions populaires le dépôt de la plus grande collection française de marionnettes de Léopold Dor.
Ainsi, Dalbanne œuvre à assurer la pérennité du théâtre lyonnais de Guignol en transformant son musée en centre de recherche et de documentation. Le tout dernier théâtre de Guignol encore en activité à Lyon, celui de Neichthauser, est associé au projet. Pari réussi pour Dalbanne qui parvient à provoquer pour sa création un engouement nouveau et à s’assurer le soutien des conservateurs des musées lyonnais ainsi que celui des politiques.
En 1955 Dalbanne est contraint de prendre sa retraite en tant que conservateur car il a largement dépassé la limite d’âge des fonctionnaires. Il reste cependant autorisé à prendre le titre de conservateur honoraire et à siéger à la commission du musée.  

## Œuvres
- Autoportrait à la palette, vers 1920, huile sur carton, 55 x 46 cm, Villefranche-sur-Saône, musée Paul-Dini[14].
- Autoportrait, 1925, huile sur carton, 41,4 x 32,6 cm, Villefranche-sur-Saône, musée Paul-Dini.
- Le Quatuor de Debussy, 1923, huile sur toile, 132 x 165 cm, Lyon, musée des beaux-arts[12].
- Les Parques, 1907, huile sur toile, 315 x 246, Lyon, musée des beaux-arts.

## Distinctions
- 1927 : Prix de la comtesse Mathilde dans la catégorie beaux-arts
- 1929 : Prix sur rapport de Mariéjol
- 1953 : Légion d'honneur (par le maire Édouard Herriot)

## Expositions
- Mars et avril 1929 : Présentation d'estampes et d'aquarelles de Dalbanne par la galerie parisienne "Fermé la nuit".
- 1975 : Rétrospective (organisée par la Société lyonnaise des beaux-arts) de 39 œuvres dont 21 peintures de Claude Dalbanne.
- Octobre et novembre 1966 : Exposition (organisée par le musée Gadagne) de 84 œuvres de Claude Dalbanne.